# Клоны автомата Калашникова румынского производства
PM md. 63 (Pistol Mitralieră model 1963) — румынская лицензионная копия АКМ, отличающаяся только формой цевья с интегрированной дополнительной передней рукояткой (существовали варианты и со стандартным цевьём).

## Варианты
PM md. 65 — вариант 1965 года, отличающийся от md 63 складывающимся вниз-вперёд металлическим прикладом и формой передней рукоятки (загнута назад, а не вперёд).
PA md. 86 (Puşcă Automată model 1986 — автоматическая винтовка образца 1986 года) — вариант под патрон 5,45×39 мм, отличающийся также дульным тормозом (позаимствованным у АК-74), складывающимся вправо прикладом от MPi-AKS-74N (выпускались и автоматы с фиксированным прикладом) и спусковым механизмом от Kbk wz 88 Tantal, позволяющим стрелять одиночными, очередями с отсечкой и непрерывными очередями. Цевьё аналогично md 63. Имеется возможность установки различных оптических или ночных прицелов, а также 40-мм подствольного гранатомёта. Существовал укороченный вариант со стволом длиной 302 мм для специальных подразделений и экипажей боевых машин.
PM md. 90 — вариант 1990 года под патрон 7,62×39 мм, оснащённый прикладом, аналогичным md 86, и цевьём с рукояткой, как на автомате md 63. Существовал значительно укороченный вариант для специальных подразделений и экипажей боевых машин.
Также для гражданского рынка предлагались самозарядные варианты автоматов.

## Страны-эксплуатанты
- Афганистан
- Ангола
- Бангладеш[1]
- Хорватия
- ДР Конго
- Египет
- Эстония
- Грузия[2] — в начале 1990х годов поступали на вооружение грузинских военизированных формирований[3]
- Индия[4]
- Иран
- Ирак[5][6]
- Иордания
- Ливан
- Либерия
- Ливия
- Молдова
- Марокко
- Мозамбик
- Никарагуа
- Государство Палестина
- Румыния[7][8][9]
- Руанда
- Саудовская Аравия
- Сьерра-Леоне
- Сомали
- Сирия
- Таджикистан
- Того
- Йемен